# Francie na Zimních olympijských hrách 2018
Francii na Zimních olympijských hrách v roce 2018 reprezentovala výprava 106 sportovců v 11 sportech.

## Medailisté
| Medaile | Jméno                                                                           | Sport                | Soutěž                         | Datum     |
| ------- | ------------------------------------------------------------------------------- | -------------------- | ------------------------------ | --------- |
| Zlato   | Perrine Laffontová                                                              | Akrobatické lyžování | Ženy jízda v boulích           | 11. února |
| Zlato   | Martin Fourcade                                                                 | Biatlon              | Muži stíhací závod             | 12. února |
| Zlato   | Pierre Vaultier                                                                 | Snowboard            | Muži snowboard cross           | 15. února |
| Zlato   | Martin Fourcade                                                                 | Biatlon              | Muži závod s hromadným startem | 18. února |
| Zlato   | Marie Dorinová Habertová Anaïs Bescondová Simon Desthieux Martin Fourcade       | Biatlon              | Smíšená štafeta                | 20. února |
| Stříbro | Alexis Pinturault                                                               | Alpské lyžování      | Muži superkombinace            | 13. února |
| Stříbro | Julia Pereiraová                                                                | Snowboard            | Ženy snowboard cross           | 16. února |
| Stříbro | Gabriella Papadakisová Guillaume Cizeron                                        | Krasobruslení        | Taneční páry                   | 20. února |
| Stříbro | Marie Martinodová                                                               | Akrobatické lyžování | Ženy U-rampa                   | 20. února |
| Bronz   | Anaïs Bescondová                                                                | Biatlon              | Ženy stíhací závod             | 12. února |
| Bronz   | Victor Muffat-Jeandet                                                           | Alpské lyžování      | Muži superkombinace            | 13. února |
| Bronz   | Alexis Pinturault                                                               | Alpské lyžování      | Muži obří slalom               | 18. února |
| Bronz   | Adrien Backscheider Jean-Marc Gaillard Maurice Manificat Clément Parisse        | Běh na lyžích        | Muži štafeta 4×10 km           | 18. února |
| Bronz   | Maurice Manificat Richard Jouve                                                 | Běh na lyžích        | Muži sprint dvojic             | 21. února |
| Bronz   | Anaïs Chevalierová Marie Dorinová Habertová Justine Braisazová Anaïs Bescondová | Biatlon              | Ženy štafeta                   | 22. února |